# Snabba bud
Snabba bud (engelsk originaltitel Streetwise) är en  brittisk TV-serie från 1989. Serien sändes i 26 avsnitt på vardera 30 minuter under tre säsonger.

## I rollerna
- Dave – Patterson Joseph
- Bob – Stephen McGann
- Troop – Garry Roost
- Owen – Andy Serkis
- Angel – Sara Sugerman
- Diana – Suzanna Hamilton